# Loser
"Loser" je singl američkog glazbenika Becka s njegova drugog studijskog albuma Mellow Gold, objavljen u ožujku 1993.
Pjesma je neočekivano postala veliki hit, te je dospjela na 10. mjesto na topm listi Billboard Hot 100. Zbog te skladbe, Becka su kritičari tada proglasili čudom jednog hita.

## Stil i riječi pjesme
Iako se primarno smatra alternativnom rock pjesmom, ima i utjecaja bluesa, hip hopa, te folka. Prema Beckovoj izjavi, refren "'I'm a loser baby, so why don't you kill me" ("Ja sam gubitnik dušo, pa zašto me ne ubiješ") je smislio nakon što je prvi put čuo snimku pjesme te pomislio da je najgori raper na svijetu i jednostavno, gubitnik. Na pjesmi se čuju gitara, sitar i bubnjevi, a za vrijeme kratke stanke dijalog iz filma Kill the Moonlight: "I’m a driver/I’m a winner/Things are gonna change soon, I can feel it" ("Ja sam vozač/Ja sam pobjednik/Stvari će se ubrzo promijeniti, osjećam to).
Prema kritičaru Stephenu Thomasu Erlewineu, riječi pjesme su "nadrealistične i besmislene", dok je Jon Pareles izjavio da "'Loser' opisuje zaštitne znakove 20-godišnjaka, mješavinu samo-ismijavanja i podrugljivog inata", te uspoređujući njegov stil pjevanja s onim Boba Dylana. Ko-producent pjesme Carl Stephenson je požalio što je sudjelovao u stvaranju pjesme zbog njenih "negativnih riječi".

## Objavljivanje i reakcije
"Loser" je prvotno objavljen u ožujku 1993., te je napravljeno samo 500 primjeraka. Prvi je pjesmu u eter objavio studijski radio KXLU, a ubrzo i KROQ-FM. Pjesma je ubrzo postala veoma slušana, te su odmah prodani svi primjerci. Beck tada potpisuje ugovor s podružnicom izdavačke kuće Geffen Records, DGC-om, te je u siječnju 1994. ponovno objavljena na kazeti i CD-u, te uz veliku promociju. Pjesma se uskoro našla na 10. mjestu top liste Billboard Hot 100, te na vrhu top liste Modern Rock Tracks. Također, našla se i na top listama u Australiji, Novom Zelandu, UK-u, te diljem Europe.

## Top liste
| Top lista (1994.)                         | Pozicija |
| ----------------------------------------- | -------- |
| Billboard Hot 100                         | 10       |
| U.S. Billboard Hot Modern Rock Tracks     | 1        |
| U.S. Billboard Hot Mainstream Rock Tracks | 39       |
| UK                                        | 15       |
| Australija                                | 8        |
| Novi Zeland                               | 5        |
| Nizozemska                                | 8        |
| Švedska                                   | 6        |
| Švicarska                                 | 19       |
| Austrija                                  | 10       |
| Francuska                                 | 20       |
| Norveška                                  | 1        |

## Vanjske poveznice
- "Loser" na Rolling Stoneovoj listi 500 najboljih pjesama svih vremena  Arhivirana inačica izvorne stranice od 28. ožujka 2009. (Wayback Machine)